# Magyar–Lengyel Egyesület körlevele (1915)
A Magyar–Lengyel Egyesület körlevele felhívás volt minden magyar törvényhatósági jogú városhoz és megyéhez azért, hogy lépjenek fel a magyar országgyűlésnél Lengyelország függetlensége és a lengyel nemzet szabadsága érdekében. Az egyesület közvetett célja az volt, hogy az első világháború utáni majdani béketárgyalásokon Magyarország álljon ki a lengyel államiság visszaállítása mellett.

## Története
Lengyelország a 18. század végén a három felosztás folyamatában elvesztette függetlenségét a Habsburg Birodalommal, a Porosz Királysággal és az Orosz Birodalommal szemben. Csak 123 év múlva, 1918-ban tudta visszaszerezni szuverenitását. A 19. század folyamán több felkelés és szabadságharc is zajlott a szabadságért. Ilyen volt a novemberi felkelés (1830–1831) és a januári felkelés (1863-1864), de a lengyel erők részvétele miatt a magyarországi 1848–1849-es szabadságharc és a krími háború (1853-1856) is idesorolható.
Magyarországi politikusok többször is kiálltak a lengyel ügyért. A körlevél egyik hivatkozott példája szerint 1833. november 20-án és 22-én Kölcsey Ferenc mondott beszédet az országgyűlésben, majd ugyanekkor Deák Ferenc is felszólalt a lengyelekért.
1912 decemberében, Budapesten alakult meg a Magyar–Lengyel Egyesület lengyel mintára. Elsődleges feladatának a lengyel–magyar kapcsolatok elmélyítését tartotta. Miután kitört a világháború, úgy ítélték meg, hogy elérkezett az idő a cselekvésre Lengyelországért. Ekkor még nem tudhatták, hogy a háború után döntően meg fog változni a két ország helyzete. Lengyelország önerejéből 1818-ban visszaszerzi államát, s az 1919-1921 között zajló lengyel–bolsevik háborúban meg is védi azt. Magyarország viszont jelentős veszteségeket fog szenvedni a trianoni döntések következtében, és hasonló helyzetbe jut, mint amiben Lengyelország volt.
A felhívásra Kolozs és Moson vármegyék jelezték elsőként, hogy hajlandók lennének a kért feliratot megküldeni az országgyűlésnek. Később Csanád, Sáros, Jász-Nagykun-Szolnok, Máramaros, Udvarhely, Liptó, Somogy, Nógrád, Árva, Bihar vármegyék, valamint Debrecen, Miskolc, Kecskemét, Arad törvényhatósági jogú városok is nyilatkozatot tettek.
Tisza István kormánya ezzel kényelmetlen helyzetbe került és magyarázkodni kényszerült, mivel a szövetséges Bécsben és Berlinben megdöbbenéssel fogadták a nyilatkozatokat. Az ügy megoldását végül az jelentette, hogy Szabolcs vármegye a kormánynak megfelelő másik határozatot hozott. Ez, miközben hangoztatta a lengyelek iránti őszinte szeretetünket, leszögezte, hogy „nincs más mód, mint a bölcs igazságszolgáltatásba vetni a hitet, amely kedvezően fogja megoldani a lengyel kérdést”. A határozatot a kormány közzétette a lapokban és utasította a többi törvényhatóságokat, hogy ilyen tartamú nyilatkozatokat tegyenek.
Az egyesület feltett szándéka volt, hogy Lengyelország megsegítésére lengyel légiót alakítsanak. Ezt azonban a magyar kormány nem engedélyezte. A körlevél azért született, hogy legalább ezen a módon támogatást nyújtson. Nem sokkal később azonban a légió megalakulhatott, s mintegy ezer fiatal magyar önkéntes ment harcolni Lengyelországért. A katonák 13%-a elesett, emléküket a Népligetben álló Lengyel légionisták emlékműve őrzi.

## Tartalom
A körlevél Budapesten, 1915. augusztus 25-én kelt. Néhány mondatban bemutatja az ezeréves közös lengyel–magyar történelmet Nagy Lajos király, Szent Hedvig királynő, Báthory István erdélyi fejedelem és lengyel király, Józef Bem, Kossuth Lajos, Andrássy Gyula és mások alakját idézve fel. Ezt követően kinyilvánítja, hogy Magyarországnak kötelessége a lengyel kérdés méltányos, igazságos elintézését kérni a nagyhatalmaknál. A körlevél két kérést fogalmaz meg:
- kéri a törvényhatóságoktól, hogy írjanak az országgyűlésnek, kifejezést adva ezzel a lengyel nemzet iránti rokonszenvüknek,
- az országgyűlés pedig hatalmazzon fel majdani képviselőket, akik a békekongresszuson Lengyelország érdekeit fogják szószólóként képviselni.

A körlevelet Nyáry Albert báró, az egyesület elnöke és Miklóssi Ferdinánd Leó titkár írta alá.